# Свети Теофан (Негуш)
„Свети Теофан“ (на гръцки: Ιερός Ναός Οσίου Θεοφάνη) е православна църква в южномакедонския град Негуш (Науса), Егейска Македония, Гърция. Храмът е част от Берската, Негушка и Камбанийска епархия на Църквата на Гърция.
Църквата е разположена в махалата Алония, в двора на Трето училище (Галакиевото училище).
Първоначалната сграда е построена в османско време и в подземието, което е запазено и днес, е имало скривалище и тайно училище. Обновена е с пари, дарени от Григориос (Галакис) Лонгос и цялото семейство. Църквата е посветена на покровителя на Негуш Теофан Нови Атонски. Построена е за три месеца в 1965 – 1966 година. Разходите по строежа са 35 000 драхми и са покрити с дарения от вярващите и лотарии.
В архитектурно отношение храмът е обикновена засводена базилика с площ около 50 m2.